# Guttorm Haraldsson
Guttorm Haraldsson (nórdico antiguo: Guttormur Haraldsson) era el hijo primogénito de Harald I de Noruega y Åsa Håkonsdatter, hija de Håkon Grjotgardsson (c. 820-870). Hacia el 890 el rey Harald le concedió a Guttorm el gobierno de Ranrike, que había conquistado al rey sueco Erik Anundsson, y tuvo la responsabilidad de defender Noruega frente a las embestidas de Suecia. Guttorm murió en una batalla naval contra el caudillo vikingo y enemigo encarnizado del rey Harald, Solve Klove.